# Timbaan
Timbaan is een bestuurslaag in het regentschap Simalungun van de provincie Noord-Sumatra, Indonesië. Timbaan telt 2482 inwoners (volkstelling 2010).